# Tränenpalast
Tränenpalast (Nederlands: tranenpaleis) is de bijnaam van de Ausreisehalle der Grenzübergangsstelle Bahnhof Friedrichstraße, een grenspost tussen Oost-Berlijn en West-Berlijn bij station Friedrichstraße tijdens de Duitse tweedeling.
De overgang was in gebruik tussen 1962 en 1989. Na de val van de Berlijnse muur is het gebouw een tijd een cultureel centrum geweest. In 2011 werd het een museum en een onderdeel van stichting Haus der Geschichte. Het is een locatie met persoonlijke ervaringen voor veel Duitsers, die ook verschillende herinneringen oproept.

## Grensovergang
Het was deze grensovergang vanwaar Oost-Duitsers naar het Westen vertrokken en vooral vanwaar bezoekers uit West-Berlijn en de rest van de Bondsrepubliek naar huis terugkeerden en afscheid namen van hun familieleden. Later mochten familieleden van de vertrekkende Oost-Duitsers de vertrekhal niet meer in en werden bij de ingang weggestuurd. De bijnaam tranenpaleis van het gebouw staat symbool voor het verdriet van het afscheid nemen van vertrekkende Oost-Duitsers. (vertrek - "Ausreise" staat boven de ingang) Tränenpalast verwijst ook naar paleiselijke pracht en praal die de Oost-Duitsers in het Westen hoopten te verwerven. Zo verwijst Tränenpalast verder naar de luxe westerse producten die er in de hal te koop waren. Het gebouw is voor velen een herinnering aan de Duitse tweedeling en de gevolgen daarvan. Tegenstrijdige en gemengde gevoelens roept het gebouw op bij de Duitsers, gevoelens van macht en onmacht, vrijheid en onderdrukking, familiebanden en verbroken relaties, uitzichtloosheid en toekomstperspectief, vreugde en verdriet, vergeten en herinneren.

## Geschiedenis

### Station Friedrichstraße

Kaartje met West-Duitse lijnen. Op Oost-Duits grondgebied zijn de stations gesloten: spookstations, stations waar men niet in en uit kon stappen. Alleen station Friedrichstraße was een verbinding tussen Oost en West.

Station Berlin Friedrichstraße (1882) ligt centraal in Berlijn, stadsdeel Mitte, en is een verkeersknooppunt bij winkelstraat Friedrichstraße. Na de Tweede Wereldoorlog lag het in de Russische bezettingszone, voormalig Oost-Berlijn, DDR-grondgebied. Onder het station lopen metrolijn U6 en S-Bahn 1, die toen bij het openbaar vervoer van West-Berlijn hoorden. Op het DDR-grondgebied, waar de U6-lijn ondergronds loopt, waren de stations spookstations, met uitzondering van station Friedrichstraße. Op dit station bevond zich een ingewikkelde verbinding tussen verkeer uit Oost- en West-Berlijn. De hal die als vertrekhal voor reizigers van Oost- naar West-Berlijn fungeerde, werd het Tränenpalast genoemd. Op het bovenste niveau bediende de S-Bahn ook de twee gescheiden Berlijnse stadsdelen. De beide S-Bahntrajecten waren afgeschermd door een stalen wand. Zo konden langeafstandsreizigers aangekomen op perron A uit West-Berlijn hier zonder grenscontrole overstappen op perron B op de S-Bahn richting West-Berlijn. Ook konden reizigers via deze grenspost overstappen op perron C op de S-Bahn naar Oost-Berlijn. Deze kleine West-Berlijnse enclave achter de muur in Oost-Berlijn was alleen per openbaar vervoer bereikbaar.

kaart van station Friedrichstraße op drie boven elkaar gelegen verdiepingen met verschillende zones die vanuit Oost- en West-Berlijn toegankelijk waren
groen gebied met reizigers in West-Berlijn
oranje gebied met reizigers in Oost-Berlijn
fel roze inreizen van West- naar Oost-Berlijn
fel licht blauw vertrekhal van Oost- naar West-Berlijn - het Tränenpalast

### Vertrekhal
De vertrekhal (Ausreisehalle) had ook andere namen als "Zollabfertigungsgebäude" of "Empfangsgebäude für den Transitverkehr" en in de volksmond "Tränenpalast". Alleen burgers met geldige papieren mochten hier van Oost naar West reizen. Op station Friedrichstraße was te weinig ruimte om de reispapieren als paspoort en visum en ook de koffers uitvoerig te controleren. Daarom werd één jaar na oprichting van de muur in 1962 ten noorden, direct langs de rivier de Spree, deze vertrekhal gebouwd. Achter in dit gebouw waren twaalf verschillende incheckbalies voor Oost-Duitse burgers, West-Duitse burgers, inwoners van West-Berlijn, buitenlanders en diplomaten. In tegenstelling tot andere grensposten van de Duits-Duitse grens stond deze grensovergang open voor gebruik door alle nationaliteiten. Diverse reizigersgroepen konden hier naast elkaar van Oost- naar West-Berlijn. Buitenlanders die één dag in Oost-Berlijn mochten zijn, konden hier vóór 12 uur 's nachts terugkeren naar West-Berlijn. West-Berlijners mochten langer in Oost-Berlijn vertoeven en moesten vóór 2 uur 's nachts terugkeren. Zo gold een verschillend controleregime voor de diverse groepen. Fotograferen in en rondom de grenspost was verboden, al zijn in het Stasiarchief wel foto's uit deze tijd te vinden. Naast de grensovergang Bornholmer Straße gaat op 9 november 1989 ook het Tränenpalast open. Op 10 november 1989 stond er een lange rij wachtenden Oost-Duitsers buiten de vertrekhal om vrij naar het Westen te reizen.

Afbeeldingen bij geschiedenis
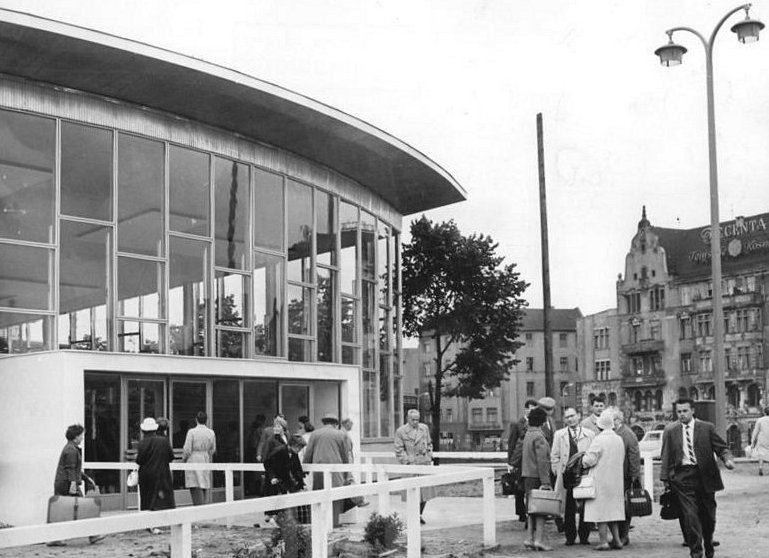
Tränenpalast in 1962, vlak na de opening.
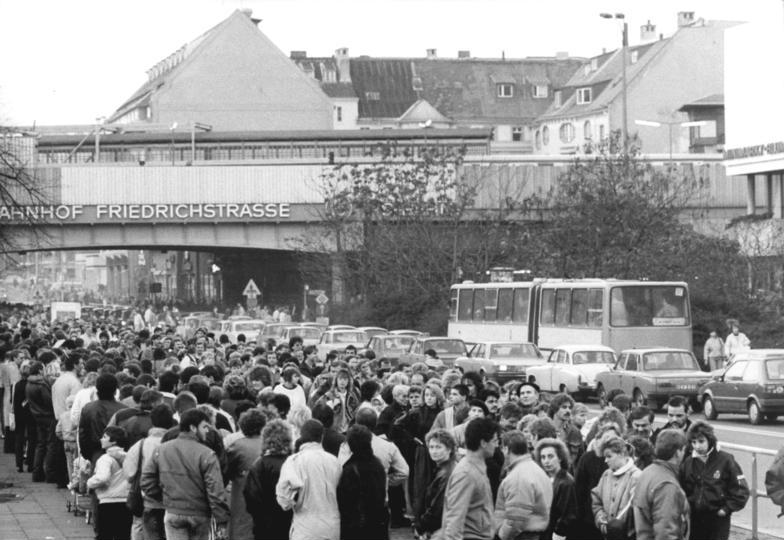
10 november 1989, lange rijen voor grensovergang Friedrichstraße één dag na de val van de Berlijnse muur.
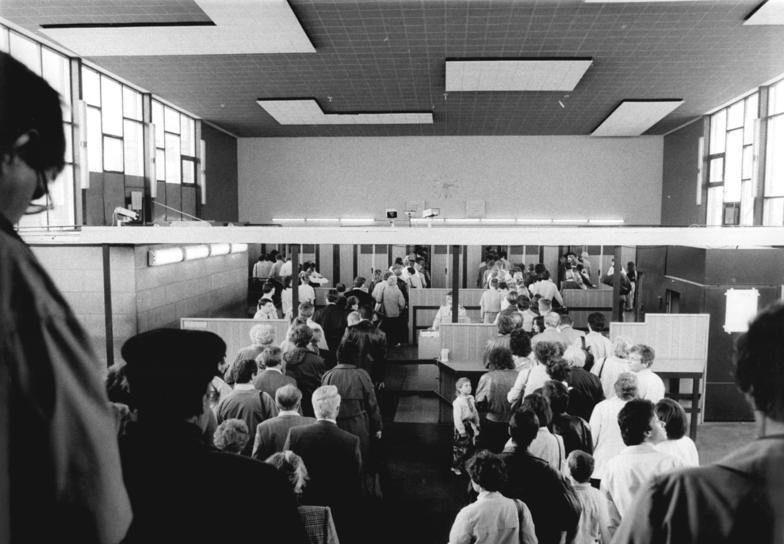
Tränenpalast op 3 april 1990 na die Wende, het controleorgaan had opdracht tot een snelle afhandeling.

### Nadie Wende
Na die Wende werd de grenspost verlaten en kwam die in handen van de gemeente. Na de Duitse hereniging in 1990 verhuurde de gemeente het aan ondernemer Marcus Herold, die het als cultureel centrum inrichtte. Dit voorkwam dat het gebouw - in de tijd dat men alles wat met de muur te maken had wilde afbreken - gesloopt werd en zou verdwijnen. De verbinding van het Tränenpalast met het station Friedrichstraße werd echter wel in 1990 verwijderd. Het gebouw diende als disco en er waren ook cabaretvoorstellingen en andere live evenementen. Diverse artiesten hielden er optredens, waaronder Amy Winehouse. In juli 2006 werd deze club door geldgebrek van het Berlijnse stadsbestuur gesloten en kwam het gebouw leeg te staan. Er volgde een periode met een ongewisse bestemming voor het gebouw. Bouwinvesteerder Harm Müller-Spreer werd de nieuwe eigenaar van het driehoekig grondstuk aan de Spree. Hij wilde zijn plannen voor een groot kantoorgebouw "Spreedreieck" erop uitvoeren. Na veel reuring kwam dat gebouw er toch in 2009, pal naast het Tränenpalast, waarvoor toen een culturele bestemming bedongen was.

### Na 2011
Na 2011 kwam er verandering. Voor een tentoonstelling over de Duitse geschiedenis is in januari 2011 het Tränenpalast gerenoveerd. Het kreeg een nieuwe bestemming als museum dat in beheer is van stichting Haus der Geschichte. Via de tentoonstelling wordt teruggekeken op een bewogen periode die zich afspeelde in en rond het gebouw het Tränenpalast.

## Handel en smokkel
In de hal was een bankfiliaal van de Deutsche Notenbank, sinds 1968 de Staatsbank der DDR. Hier werden de laatste Oost-Duitse marken op een speciale overheidsrekening afgedragen en vond de zogenaamde Zwangumtausch - verplichte omwisseling van westerse valuta - plaats. Oost-Duitse marken meenemen naar het Westen was voor iedereen streng verboden. Een van de eerste Intershops werd hier ingericht, een loket waar sterke drank en sigaretten belastingvrij werden verkocht tegen westerse valuta. Dit was aantrekkelijk voor West-Duitsers omdat die er goedkoop inkopen konden doen. Op dit station gebeurde veel buiten het directe zicht, een ideale locatie voor handel en vervoer voor zowel Oost als West. Diplomaten passeerden hier onopgemerkt de grens, terwijl DDR-illegalen hier veelal tegen hun zin op de trein werden gezet. Bovendien was dit een bekende plaats om artikelen uit de Intershop over de grens te smokkelen.

## Toerisme
Het Tränenpalast en Checkpoint Charlie liggen beide bij de Friedrichstraße. Laatstgenoemde geniet tot ergernis van de inwoners van Berlijn grote bekendheid bij toeristen. Zo was Checkpoint Charlie de derde overgang die - net als Checkpoint Alpha en Checkpoint Bravo - alleen door bezoekers vanuit het Westen gebruikt werd. Het Tränenpalast echter had in de Koude Oorlog om de vele grenspassages meer impact dan Checkpoint Charlie. Precieze aantallen passages zijn niet bekend, grensovergang Station Friedrichstraße had in de jaren tachtig jaarlijks ongeveer 10 miljoen reizigers. In het Tränenpalast passeerden voetgangers de grens van Oost- naar West-Berlijn. Er waren diverse groepen reizigers: Oost-Duitsers, West-Duitsers, West-Berlijners, buitenlanders en diplomaten. De West-Duitse controle kon niet op Station Friedrichstraße gebeuren omdat dit Oost-Duits grondgebied was; er vond steekproefsgewijs controle plaats in de betrokken OV-lijnen. Dit maakte smokkel eenvoudiger, en dat kon maar beter onbekend blijven, vooral bij toeristen. Bij inwoners van West-Berlijn was het bekend dat ze goedkoop inkopen konden doen bij de Intershop in het Tränenpalast.

## Architectuur
Het gebouw is een zelfdragende staal-glasconstructie in opdracht van de staat ontworpen door "Reichsbahnarchitekt" Horst Lüderitz. De architectuur was modern voor jaren zestig begrippen en oogt transparant door het prominente glaswerk. De ramen zijn vanaf 2,5 meter hoogte geplaatst in de acht meter hoge hal, zoals je ook wel bij sporthallen ziet. Het 550 vierkante meter binnenvloeroppervlak ligt onder straatniveau, hierdoor waren de controles en verdrietige familieleden voor voorbijgangers aan het zicht onttrokken. Deze lichte vertrekhal was een poort naar een complex stelsel van trappen, gangen en deuren met melkglas ramen, achter en onder het Tränenpalast. Dit grotendeels ondergrondse labyrint met weinig daglicht werkte beklemmend op de reizigers. De vertrekhal is een gemeentelijk monument; één dag voor de hereniging werd de monumentenstatus door de DDR-regering in gang gezet. Er vonden meerdere renovaties plaats, bij de laatste is het unieke karakter van het complex zoveel mogelijk behouden. Naast het gebouw is in 2009 kantoorgebouw "Spreedreieck" geplaatst, er was veel gedoe rondom deze bouwwerkzaamheden en zorgen om beschadigingen aan het Tränenpalast. De voormalige vertrekhal is niet meer goed zichtbaar vanaf de Friedrichstraße en ligt verstopt achter deze hoogbouw. Het Tränenpalast is een overblijfsel uit de periode van de Koude Oorlog en de Duitse tweedeling.

Afbeeldingen bij Architectuur
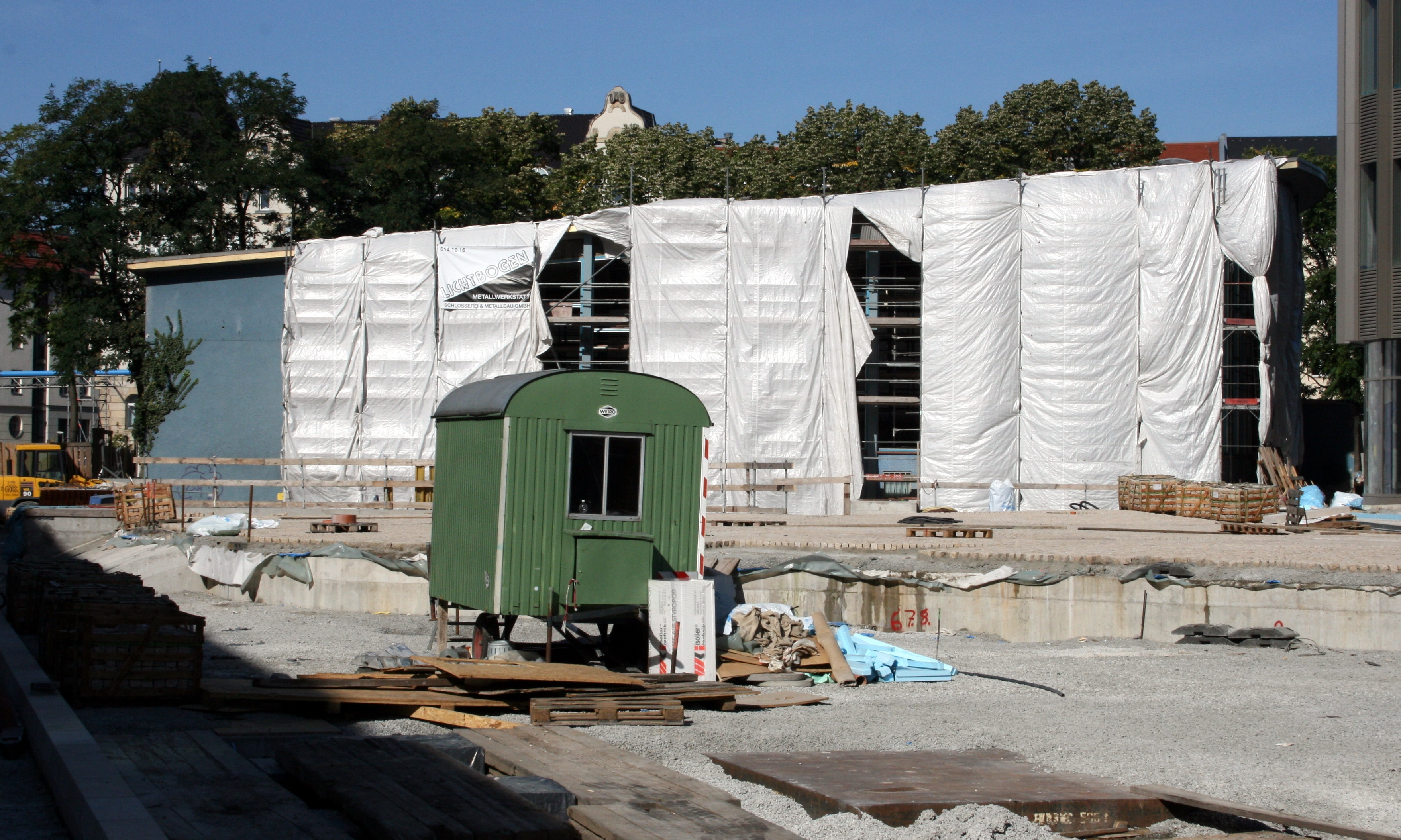
Bouwwerkzaamheden, in en rond het Tränenpalast (2009)
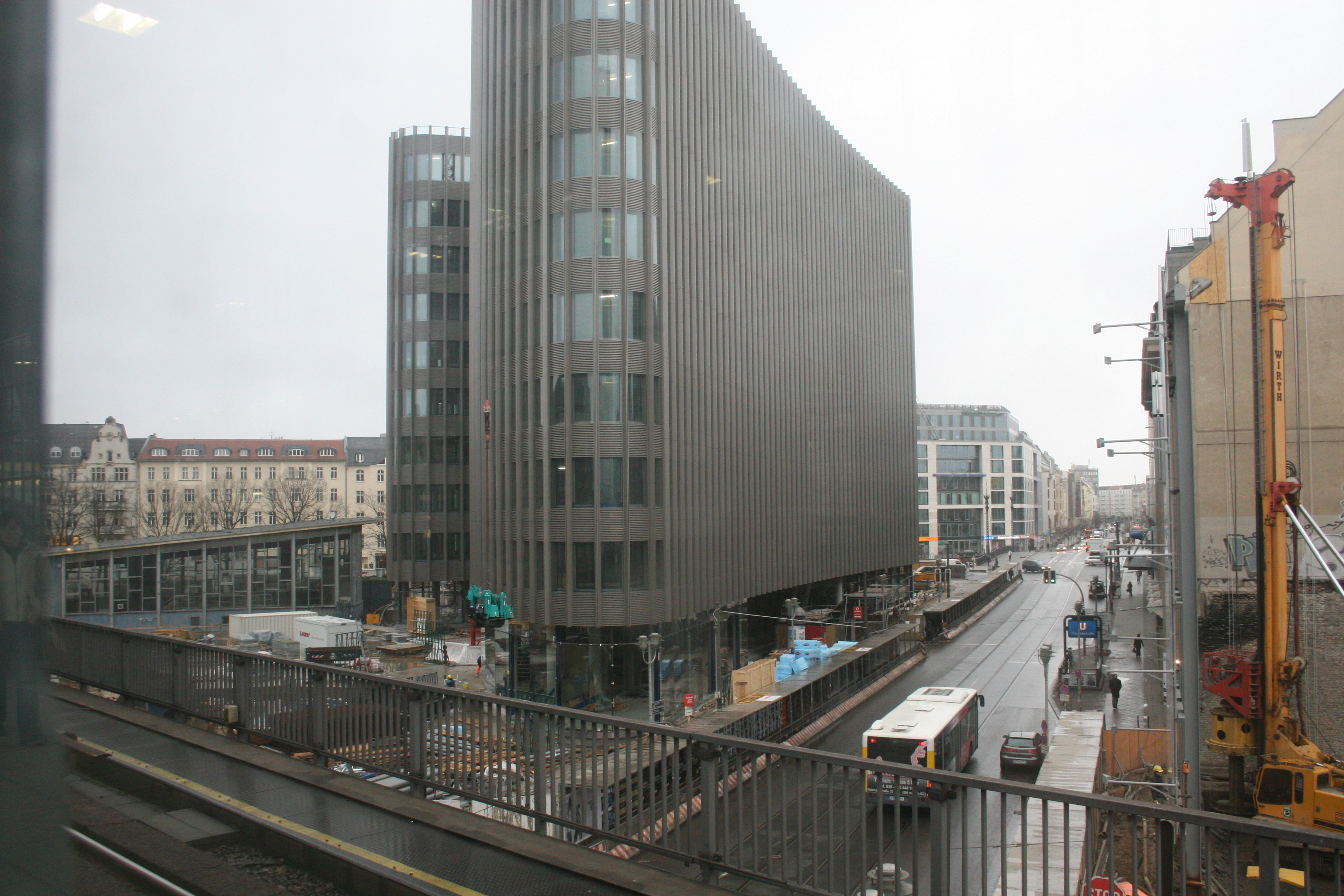
Hoogbouw Spreedreieck staat aan de Friedrichstraße pal voor het Tränenpalast (2009)
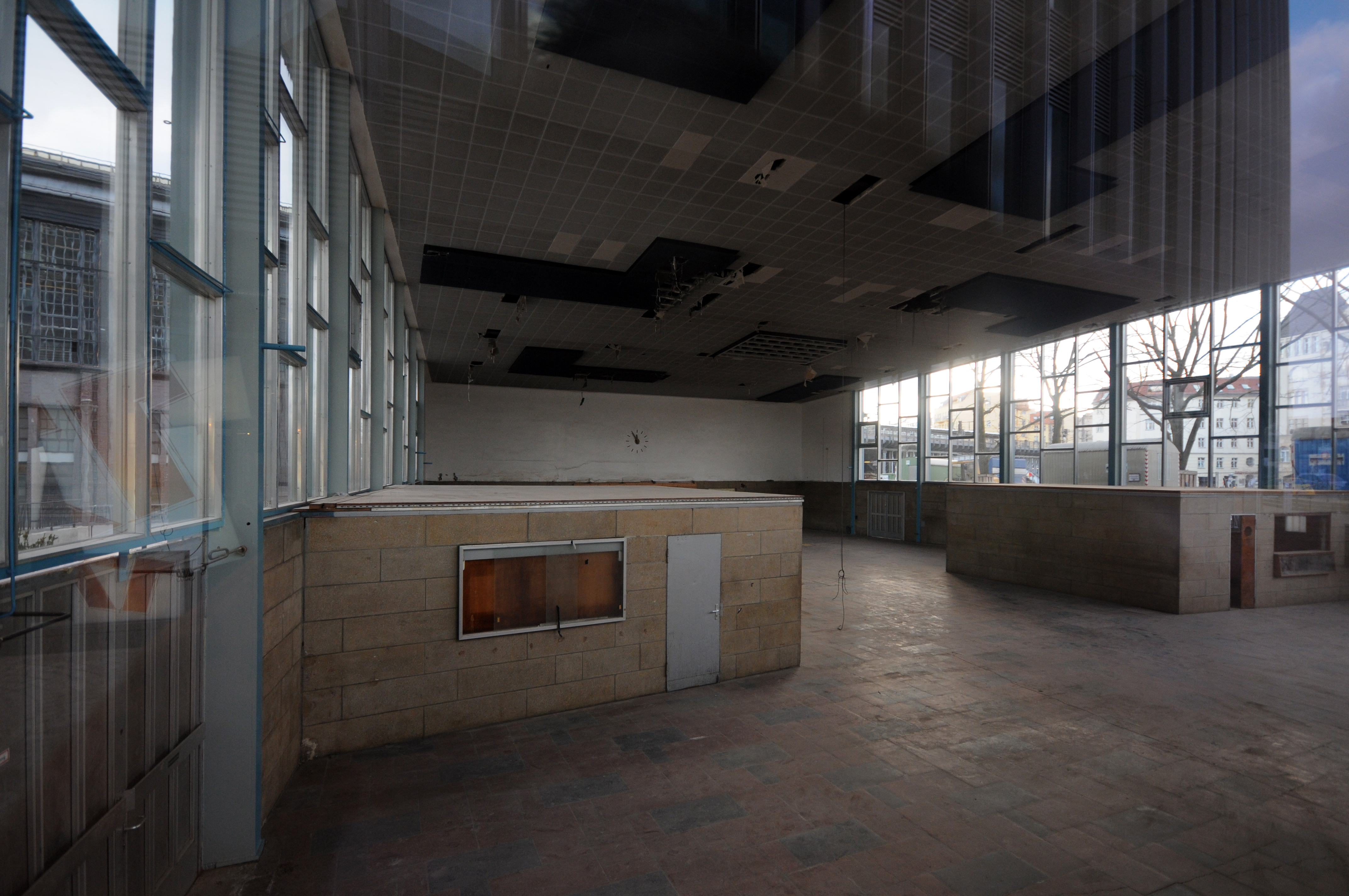
Tränenpalast, een lege en verlaten ruimte in 2010.
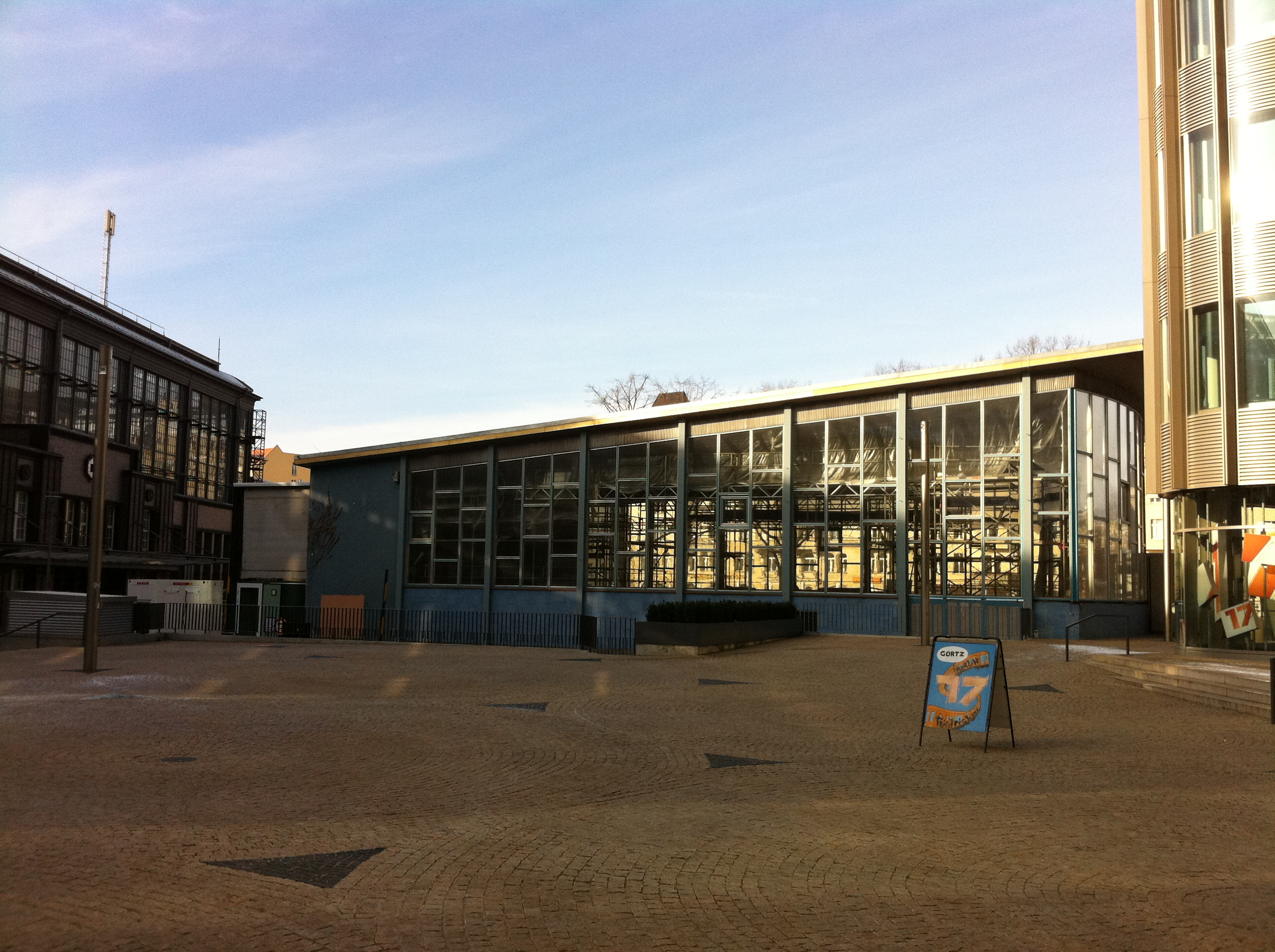
Tränenpalast in januari 2011, ingeklemd tussen station en hoogbouw. Binnen zijn bouwsteigers van renovatiewerkzaamheden zichtbaar.
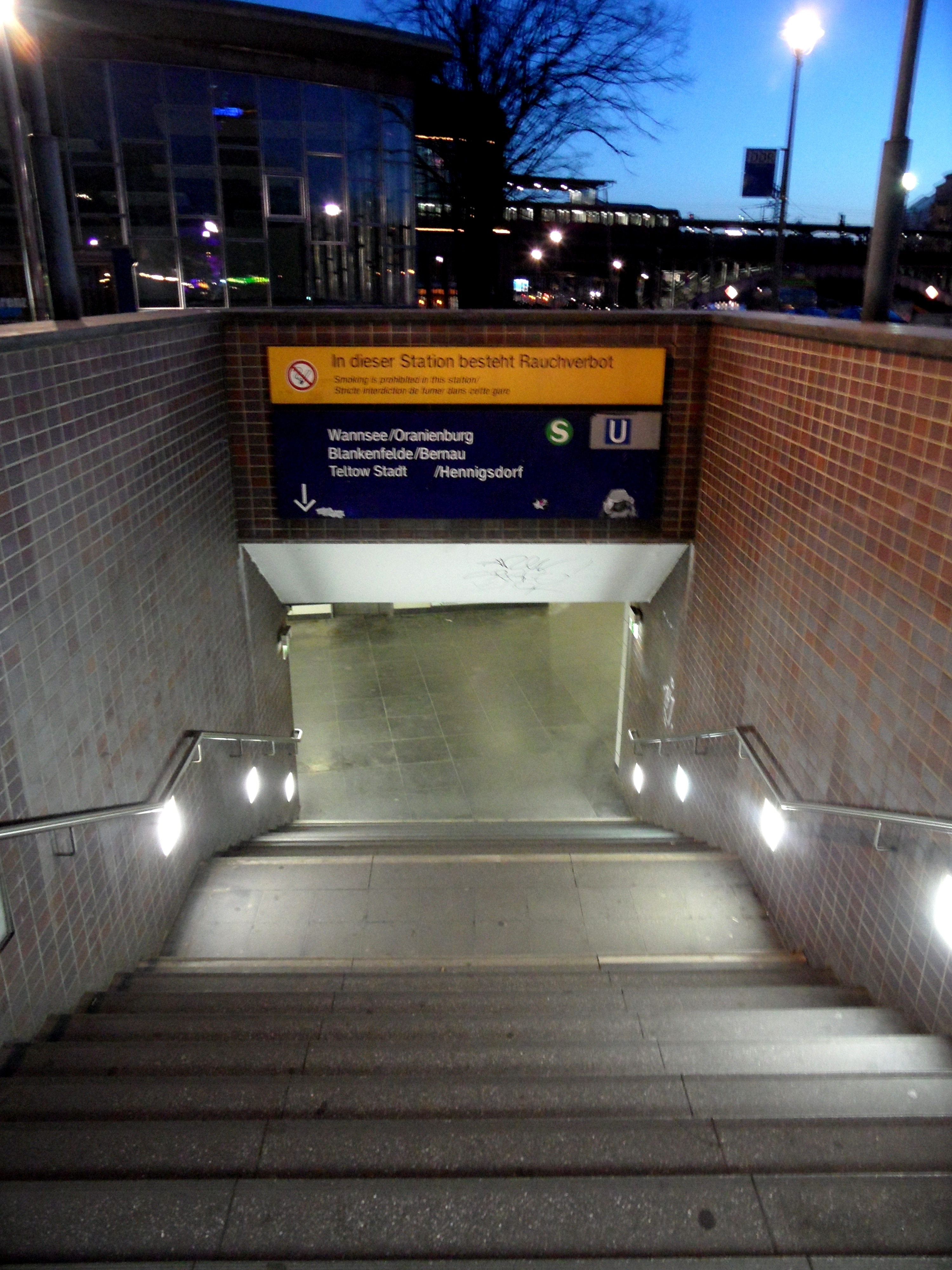
Ingang naar gangenstelsel onder het Tränenpalast (2012)
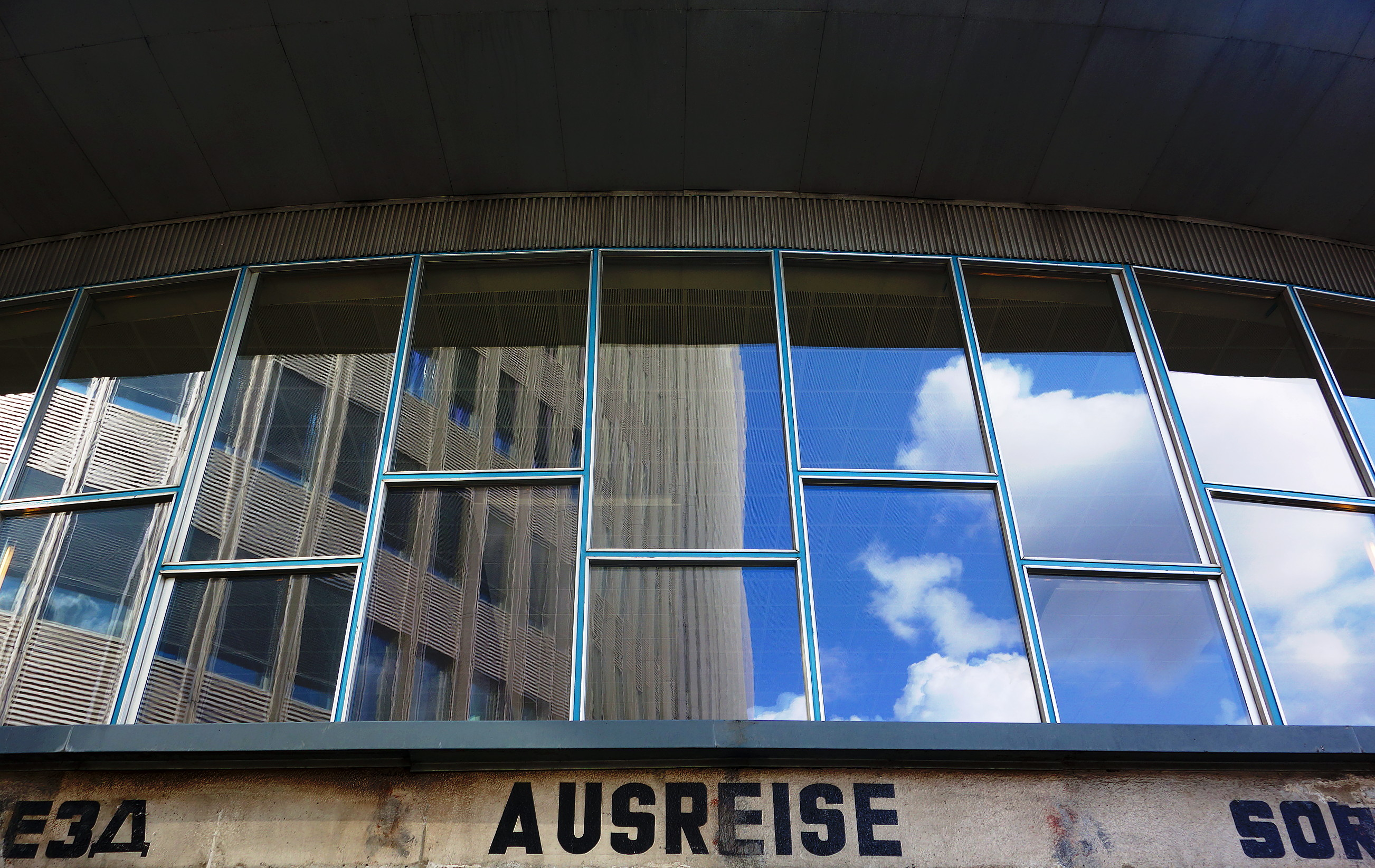
'Ausreise' staat boven de ingang, met hoogbouw Spreedreieck in de weerspiegeling van het glas (2019).

## Museum
Stichting Haus der Geschichte heeft in dit historisch oord een tentoonstelling met herinneringen aan het Oost-West verleden ingericht. Er is te zien hoe in en rondom het gebouw de Berlijnse tweedeling gestalte kreeg. Bondskanselier Angela Merkel opende op 14 september 2011 de permanente tentoonstelling “Ort der deutschen Teilung”. Persoonlijke ervaringen en herinneringen aan het Oost-Westverleden worden hier gedeeld. Net als bij de drie andere musea van deze stichting in Berlijn, Bonn en Leipzig is de toegang tot dit museum gratis.

Afbeeldingen bij Museum
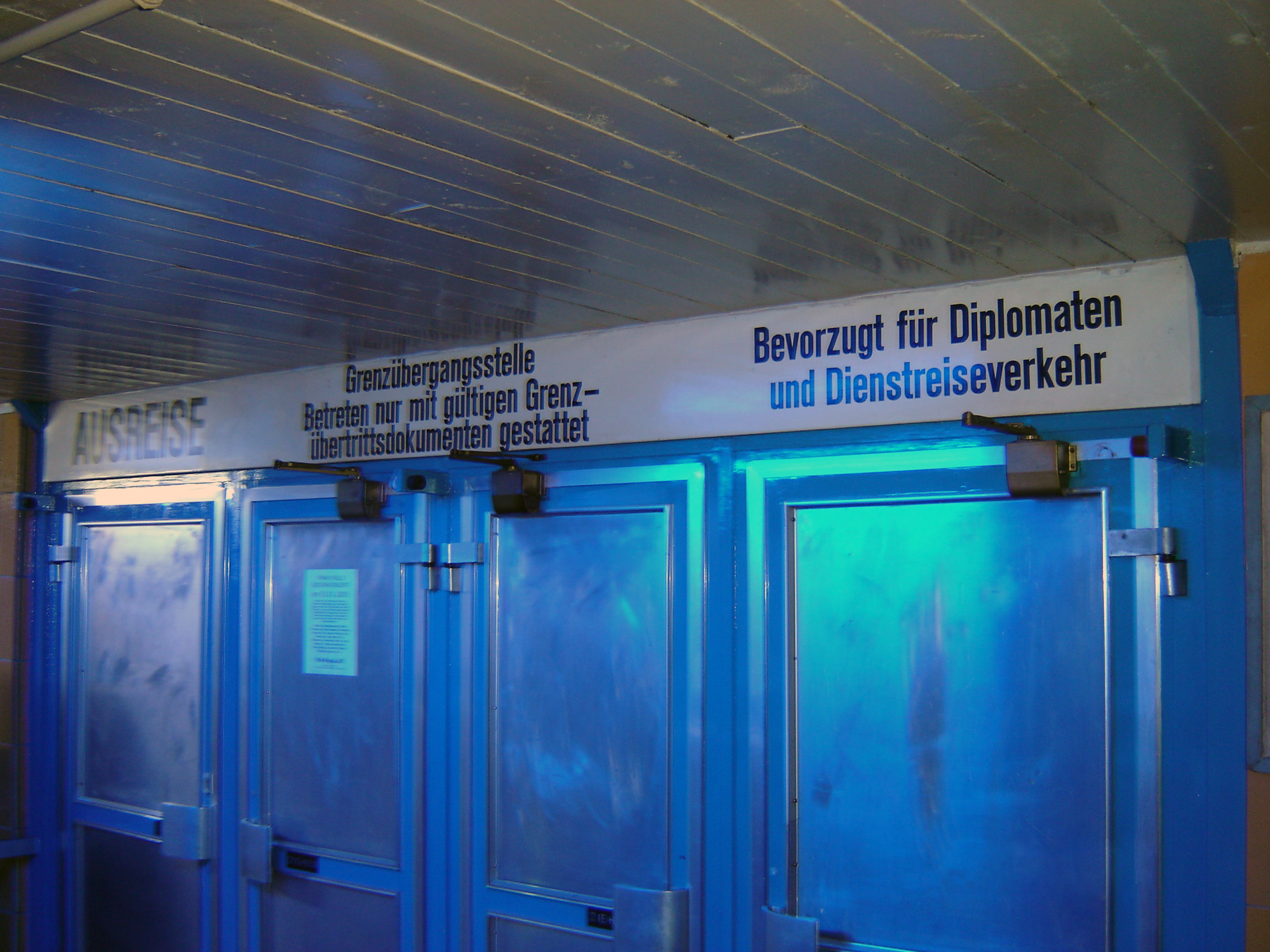
De toegang tot het Westen achter in de hal, met een speciale deur voor diplomaten en dienstreizen.
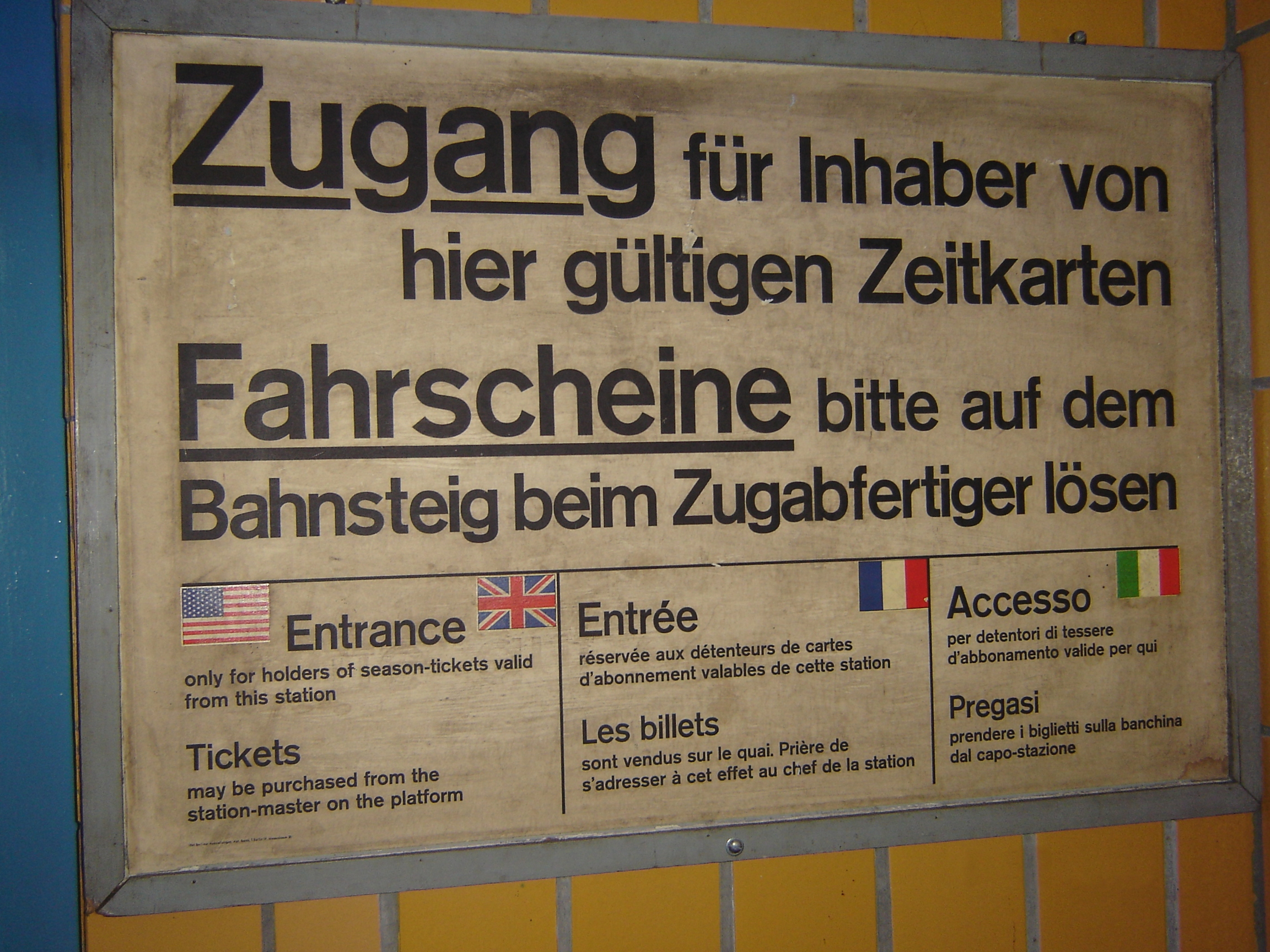
Op het perron van metrolijn U6 was jarenlang een overgangsbewijs te koop.
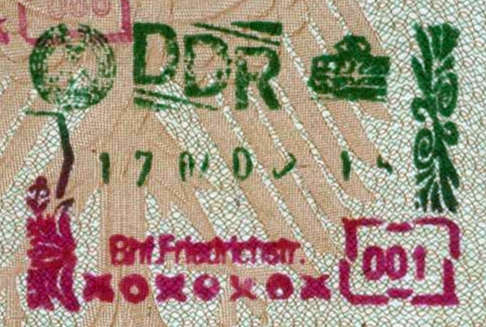
Een DDR stempel van Bahnhof Friedrichstraße in West-Duits paspoort.